# ジュリアン・オールデン・ウィアー
ジュリアン・オールデン・ウィアー（Julian Alden Weir、1852年8月30日 - 1919年12月8日）はアメリカ合衆国の印象派の画家である。

## 略歴
ニューヨークに生まれた。父親のロバート・ウォルター・ウィアー(Robert Walter Weir:1803-1889)は画家で、士官学校の教授であった。兄のジョン・ファーガソン・ウィアー(1841–1926)も画家で、イェール大学の美術学校で1869年から40年ほど教えた人物である。父親から美術教育を受けた後、ナショナル・アカデミー・オブ・デザインで絵画を学んだ。
1873年あらヨーロッパに留学し、パリでジャン＝レオン・ジェロームに学び、1875年にサロン・ド・パリに、友人となったジュール・バスティアン＝ルパージュの影響を受けた室内画を出展するが落選した。
1877年にアメリカ合衆国に帰国し、ニューヨークに居を構えたが、その後もしばしばヨーロッパを訪れた。この年、アメリカ芸術家協会(Society of American Artists)の創立メンバーとなり、1882年には会長になった。1878年から他の画家を教え始めた。最初はニューヨークの私立大学、クーパー・ユニオンで教え、後にアート・スチューデンツ・リーグで教えた。
おもに肖像画や風俗画を描き、花を描いた静物画も人気が高い。1883年からニューヨークの住居とコネチカットの農場を行き来する生活を始めた。エドゥアール・マネの作品や、1886年にニューヨークで開かれた印象派展の作品に影響を受けて、印象派のスタイルの風景画を描くようになった。1887年からは版画、ドライ・ポイント・エッチングの技法にも取り組むようになった。
1888年に作品がメトロポリタン美術館に買い上げられ、1889年のパリ万国博覧会の展覧会に出展し入選した。その後、自らのスタイルを模索し、この時期の代表作は「赤い橋」（The Red Bridge）である。
娘のドロシー・ウィアー・ヤングは画家になり、ウィアーの伝記、「The Life and Letters of J. Alden Weir」を執筆した。ウィアーが晩年を過ごしたコネティカット州の農場は、1990年に「Weir Farm National Historical Park」として国立歴史公園(National Historic Site)に指定された。 

## 作品

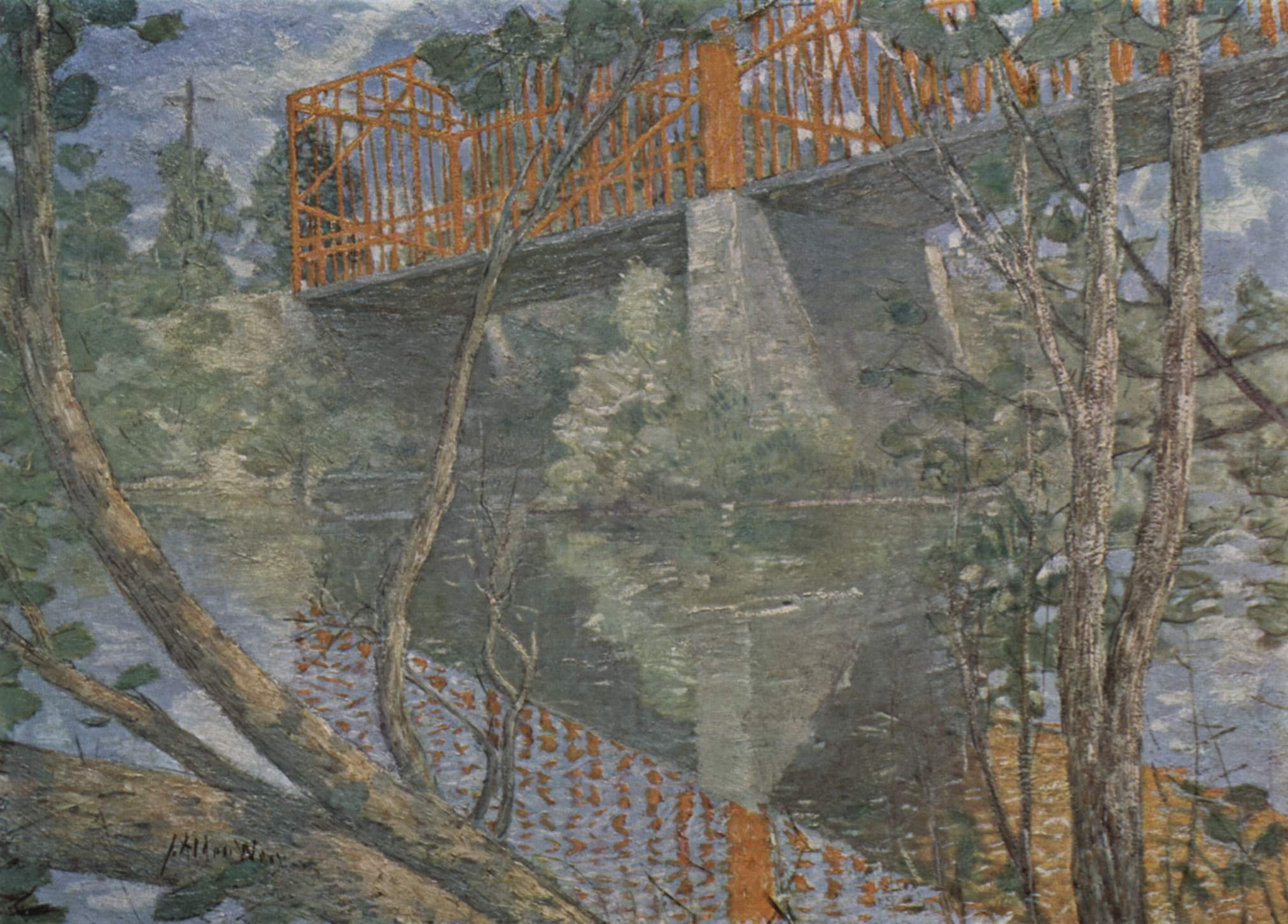
The Red Bridge
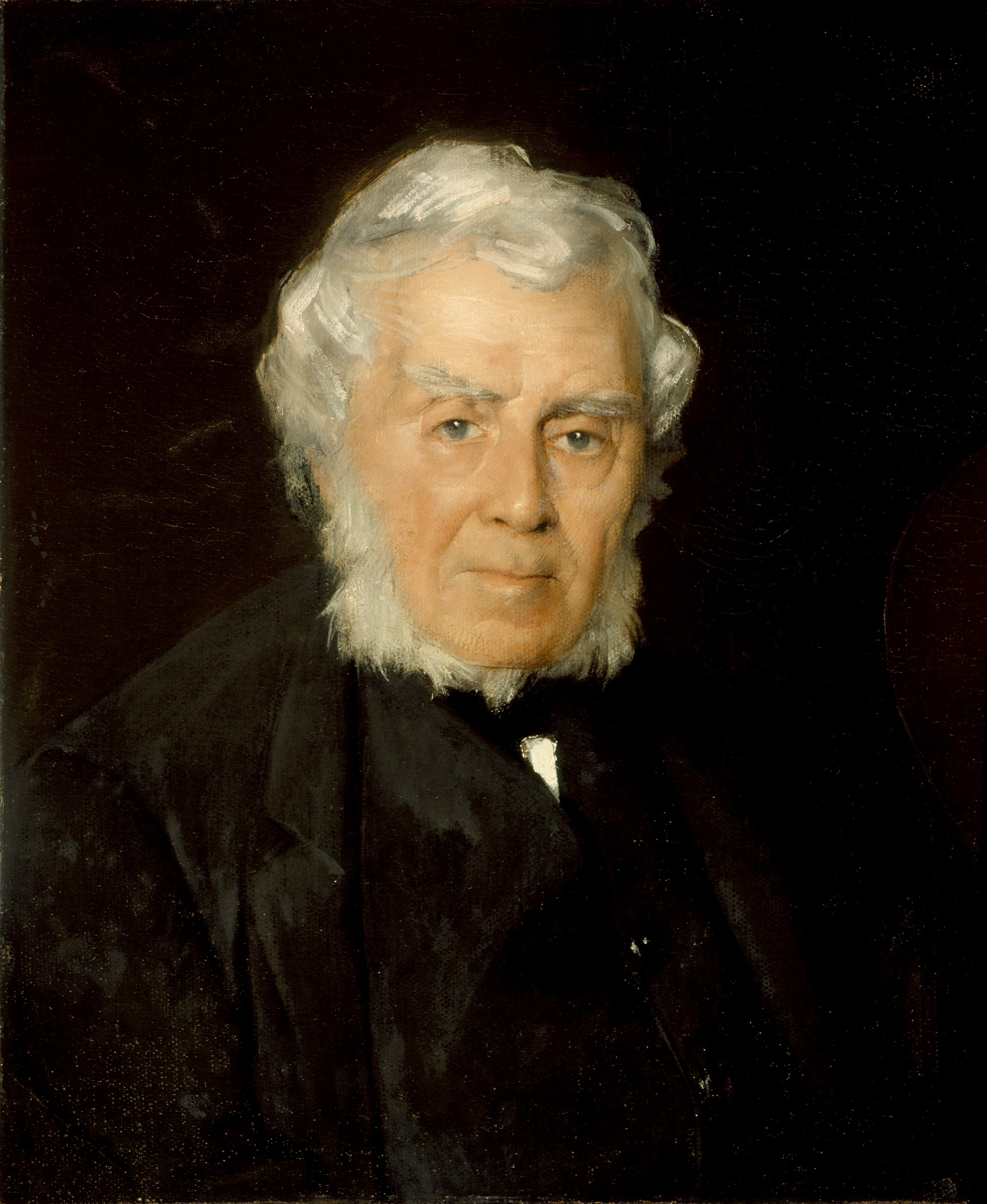
父親の肖像画 (c.1885)
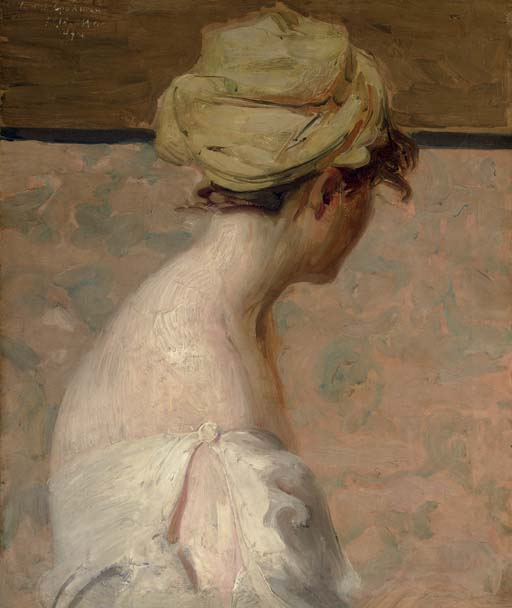
「黄色いターバンの女性」(c.1900)
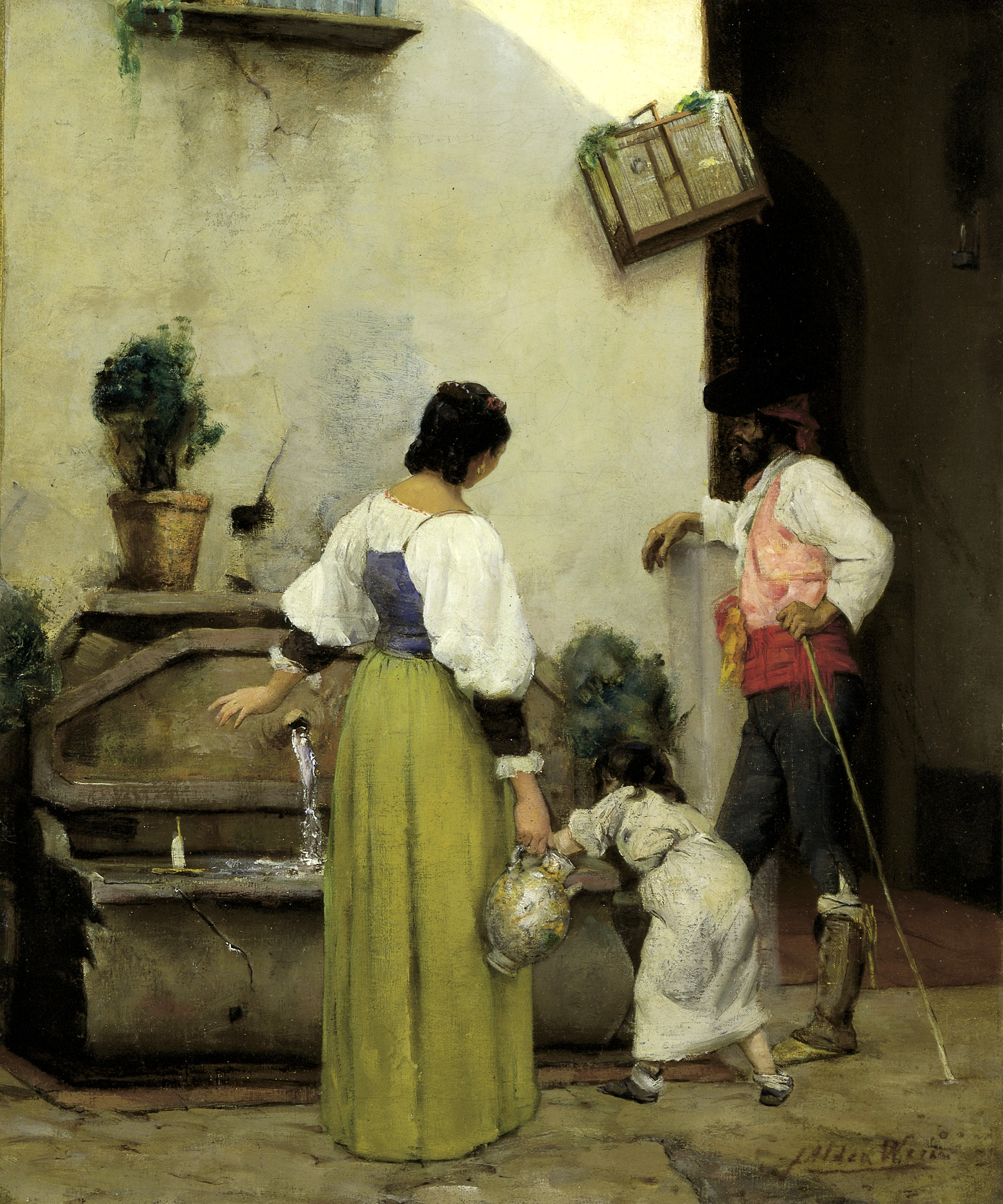
「水汲み場」
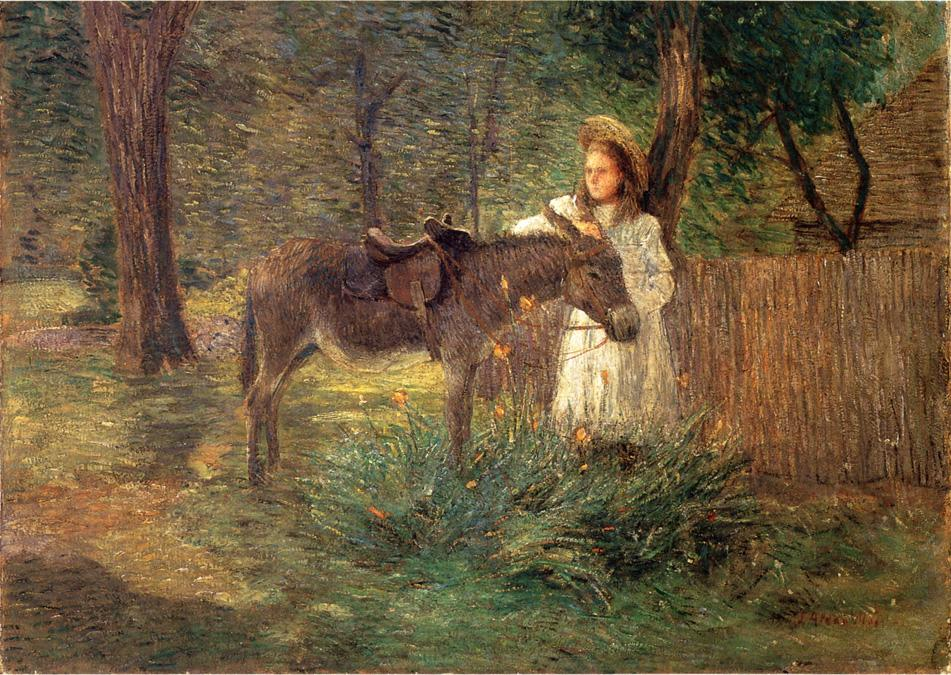
「After the Ride / Visiting Neighbors」(c.1903)
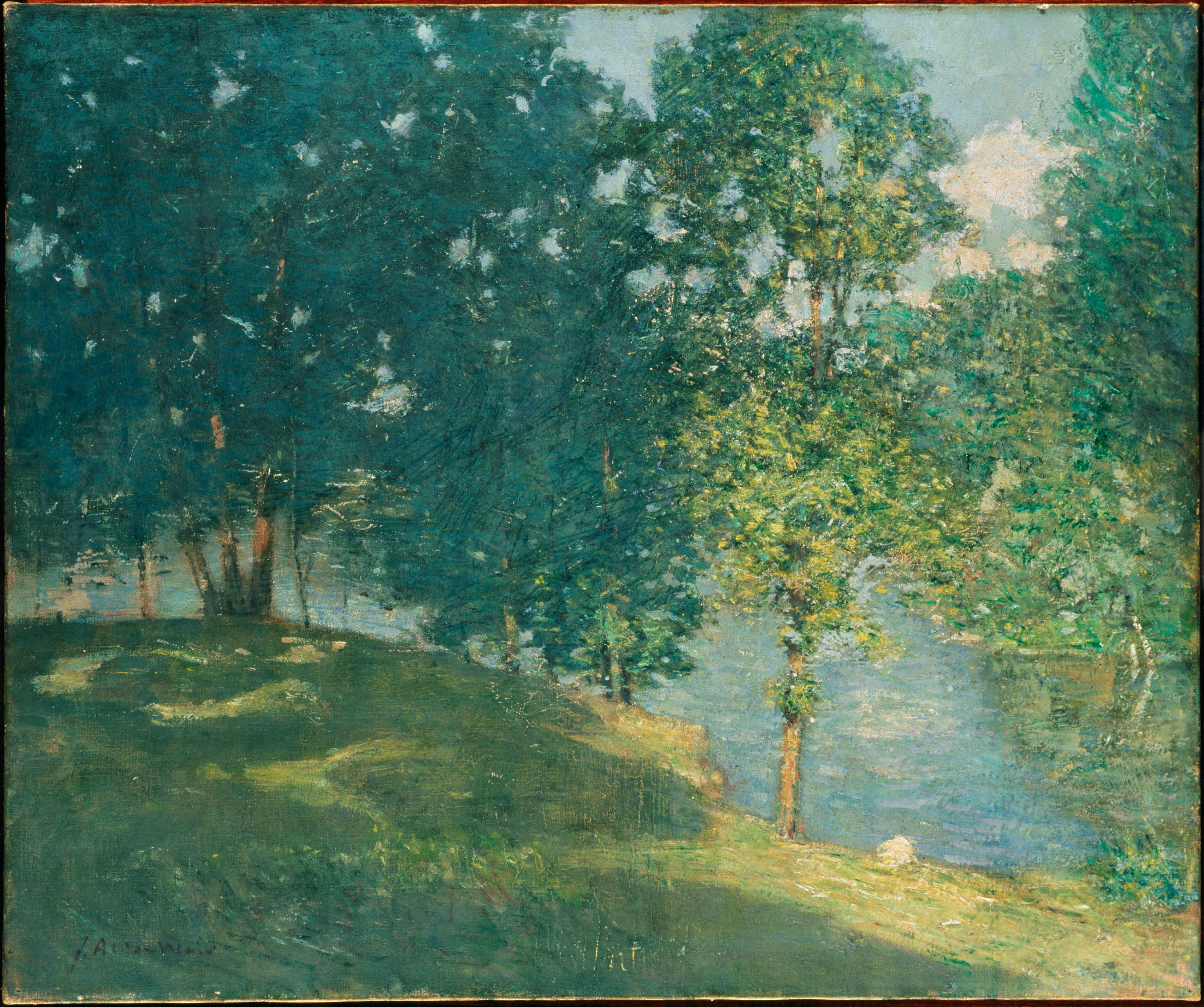
「池のそばの午後」
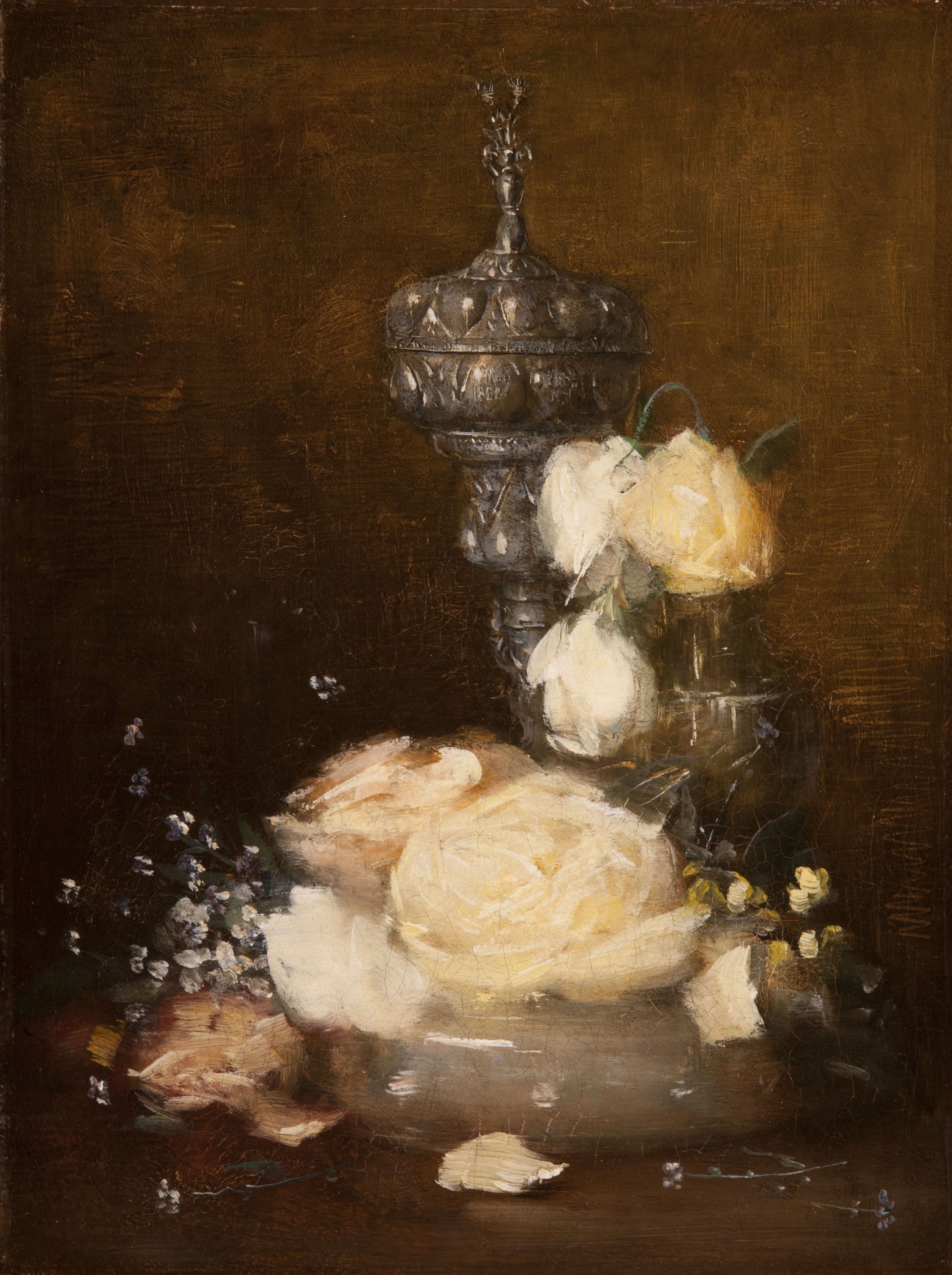
静物画
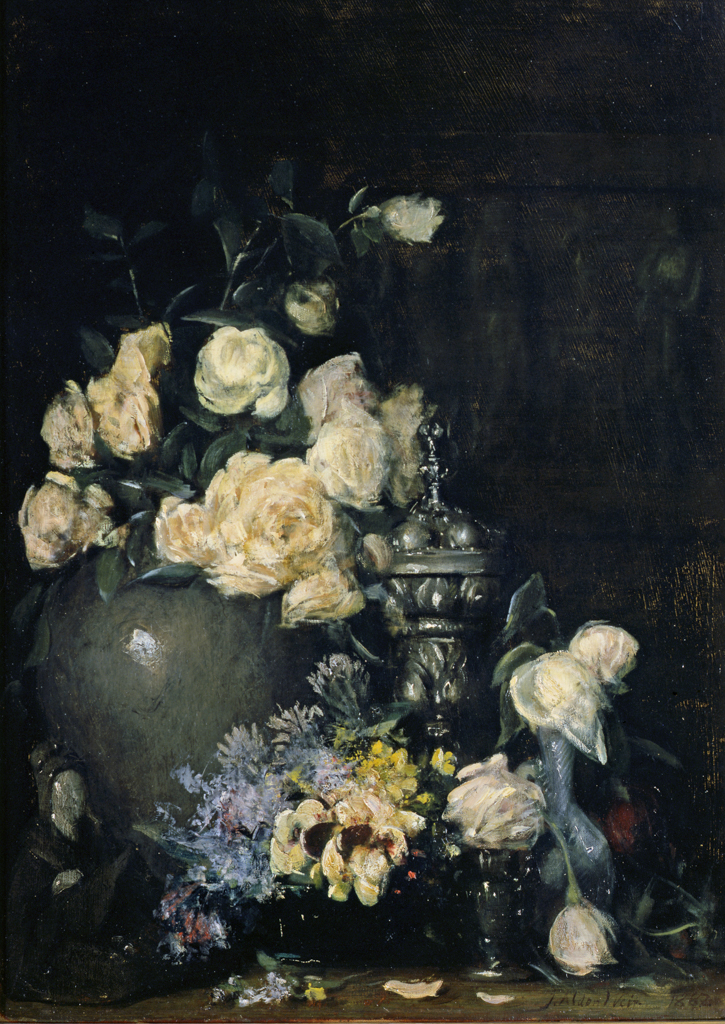
静物画